# Ib Fjordnæs
Ib Fjord Fjordnæs, född 20 juni 1924 i Köpenhamn, död 12 december 1987 i Lund, var en dansk-svensk målare och illustratör.
Fjordnæs studerade vid Konsthantverksskolan i Köpenhamn samt i Finland och Frankrike. Hans konst består av landskapsmotiv i olja, akvarell och pastell. Han illustrerade bland annat Bo Nordlunds bok Tusen ord 1969.